# Pietro Paolo Conti
Pietro Paolo Conti (ur. 24 lutego 1689 w Camerino, zm. 14 grudnia 1770 w Rzymie) – włoski kardynał.

## Życiorys
Urodził się 24 lutego 1689 roku w Camerino. Studiował na Papieskiej Akademii Kościelnej, a następnie został referendarzem Trybunału Obojga Sygnatur. 24 września 1759 roku został kreowany kardynałem prezbiterem i otrzymał kościół tytularny San Girolamo dei Croati. Gdy w 1763 roku dowiedział się, że Mario Marefoschi Compagnoni nie otrzyma promocji kardynalskiej, zaoferował papieżowi zrzeczenie się godności purpurata, by mógł on kreować Maferoschiego. Biskup Rzymu jednak odmówił. Conti zmarł 14 grudnia 1770 roku w Rzymie.